# Mette Fischer Andreasen
Mette Fischer Andreasen née le 13 avril 1983, est une coureuse cycliste professionnelle danoise.

## Palmarès sur route
- 2000
  -  Championne du Danemark sur route
- 2002
  - 3e du championnat du Danemark sur route
- 2004
  - 8e étape de Tour de l'Aude
  - 3e du championnat du Danemark sur route
- 2005
  - 15e de la course en ligne des championnats du monde de cyclisme sur route 2005
- 2006
  - 14e de la course en ligne des championnats du monde de cyclisme sur route 2005
- 2007
  - 3e de Tour de Friuli

## Palmarès sur piste

### Championnats nationaux
- 1998
  - 3e de la vitesse
- 1999
  - 3e de la poursuite
  - 3e de la course aux points
- 2000
  - 2e de la poursuite
- 2001
  - 2e de la course aux points
  - 2e de la vitesse
  - 2e de la poursuite
- 2002
  - 2e de la poursuite
  - 3e de la vitesse

## Palmarès en VTT

### Championnats du Danemark
- Championne du Danemark de cross-country (1) : 2001